# Alex Manninger
Alexander Manninger (Salzburg, 4 juni 1977) is een Oostenrijks voormalig profvoetballer die als doelman speelde. Manninger kwam tussen 1999 en 2009 uit voor het Oostenrijks voetbalelftal.

## Carrière
Manninger stroomde door vanuit de jeugd van Austria Salzburg. Daar was hij onder trainer Otto Baric aanvankelijk de derde doelman achter Otto Konrad en Herbert Ilsanker. In het seizoen 1995-96 werd Manninger verhuurd aan SK Vorwärts Steyr om wedstrijdervaring op te doen. Hier kwam hij voor het eerste elftal in actie en speelde zich in de kijker bij zijn volgende club, Grazer AK, waarbij hij door zijn goede optreden opviel in de UEFA-cupwedstrijden tegen Internazionale in het seizoen 1996-97.
In 1997 ging hij voor 20 miljoen Oostenrijkse schilling naar Arsenal en werd daarmee de eerste Oostenrijker op het hoogste niveau van het Engelse voetbal. De Salzburger was er de tweede man achter David Seaman en loste deze in de diverse bekerwedstrijden meerdere malen af. Als gevolg van blessures van Seaman werd Manninger echter ook gedurende langere perioden eerste keeper bij de Londenaren. Met Manninger op doel won Arsenal in het seizoen 1997-98 de titel in de Premier League en de FA-cup.
Na zijn verblijf in Londen wisselde Manninger regelmatig van club. Hij werd verhuurd aan Fiorentina, stond een jaar onder contract bij Espanyol, om daarna weer uit te komen in de Serie A bij Torino, Bologna en Brescia. Na een seizoen bij Siena keerde hij voor een seizoen terug naar zijn eerste club Red Bull Salzburg. Nadat het duo Giovanni Trapattoni/Lothar Matthäus de trainer Kurt Jara vervingen bij de Oostenrijkse club, verhuisde Manninger echter terug naar Siena. Na twee seizoenen verliet hij deze club en trok hij naar Udinese Calcio, zijn vijfde Italiaanse club. Enkele weken later tekende hij echter bij Juventus, om daar de tweede doelman te worden achter Gianluigi Buffon.
FC Augsburg lijfde Manninger in november 2012 transfervrij in. Hier ging hij de volgende vier seizoenen voornamelijk als reservedoelman fungeren. Hij tekende in juli 2016 vervolgens een contract voor een jaar bij Liverpool. Op 25 mei 2017 beëindigde hij zijn carrière.

## Statistieken

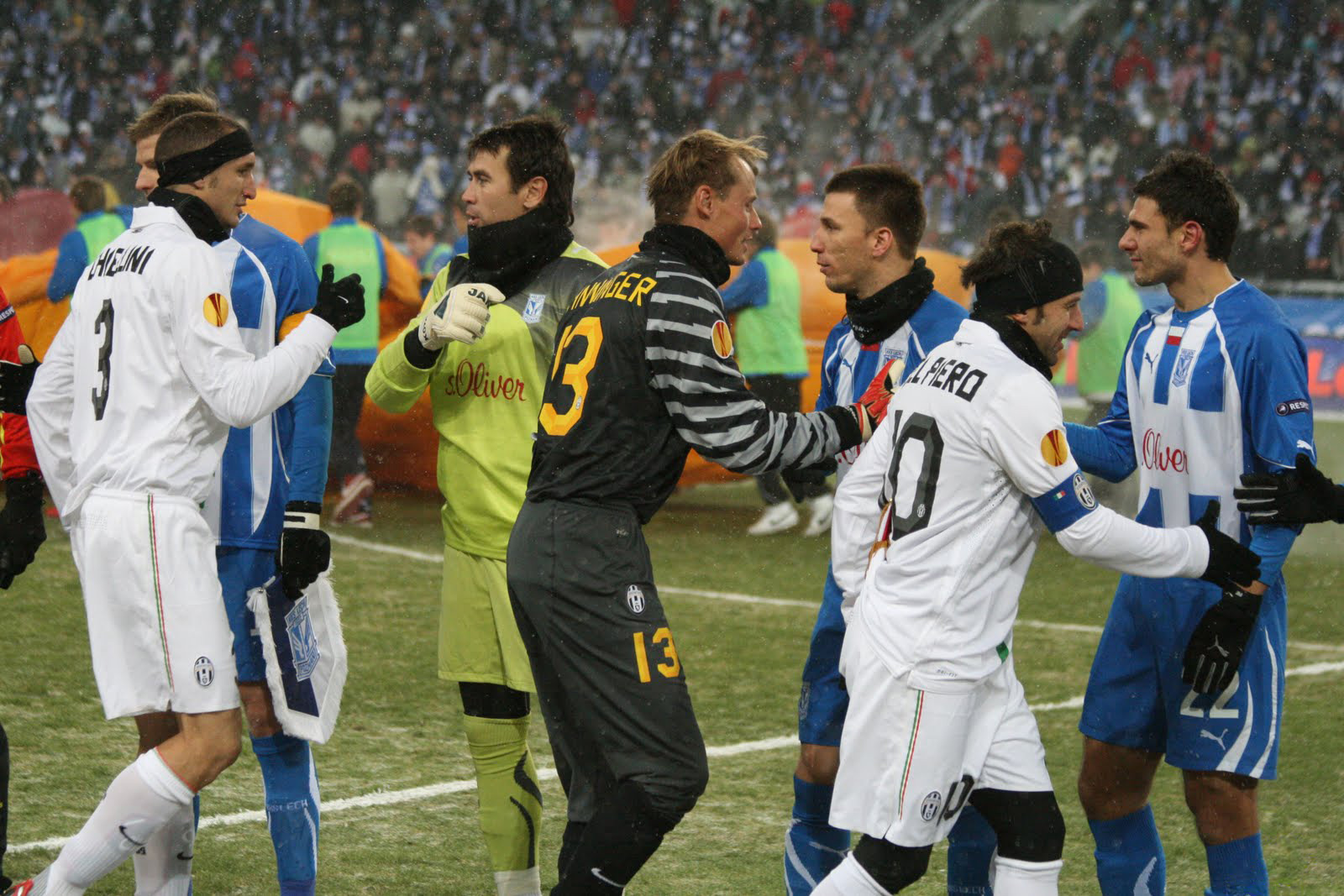
Manninger (midden)

| Seizoen | Club              | Competitie       | Wedstrijden | Doelpunten |
| ------- | ----------------- | ---------------- | ----------- | ---------- |
| 1994/95 | SK Vorwärts Steyr | Bundesliga       | 5           | 0          |
| 1995/96 | Austria Salzburg  | Bundesliga       | 1           | 0          |
| 1996/97 | Grazer AK         | Bundesliga       | 23          | 0          |
| 1997/98 | Arsenal           | Premier League   | 7           | 0          |
| 1998/99 | Arsenal           | Premier League   | 6           | 0          |
| 1999/00 | Arsenal           | Premier League   | 15          | 0          |
| 2000/01 | Arsenal           | Premier League   | 11          | 0          |
| 2000/01 | Fiorentina        | Serie A          | 24          | 0          |
| 2002/03 | RCD Espanyol      | Primera División | 0           | 0          |
| 2002/03 | Torino            | Serie A          | 3           | 0          |
| 2003/04 | Bologna           | Serie A          | 3           | 0          |
| 2004/05 | AC Siena          | Serie A          | 19          | 0          |
| 2005/06 | Red Bull Salzburg | Bundesliga       | 16          | 0          |
| 2006/07 | AC Siena          | Serie A          | 38          | 0          |
| 2007/08 | AC Siena          | Serie A          | 26          | 0          |
| 2008/09 | Juventus          | Serie A          | 16          | 0          |
| 2009/10 | Juventus          | Serie A          | 11          | 0          |
| 2010/11 | Juventus          | Serie A          | 0           | 0          |
| 2011/12 | Juventus          | Serie A          | 0           | 0          |
| 2012/13 | FC Augsburg       | Bundesliga       | 12          | 0          |
| 2013/14 | FC Augsburg       | Bundesliga       | 13          | 0          |
| 2014/15 | FC Augsburg       | Bundesliga       | 9           | 0          |
| 2015/16 | FC Augsburg       | Bundesliga       | 2           | 0          |
| 2016/17 | Liverpool         | Premier League   | 0           | 0          |

## Nationaal elftal
Manninger werd in 1999 voor het eerst opgeroepen voor een interland. Zijn debuut volgde in een vriendschappelijke wedstrijd tegen Zweden.
Manninger raakte op 13 oktober 2004 geblesseerd aan zijn schouder in een kwalificatieduel voor het Wereldkampioenschap voetbal 2006 tegen Noord-Ierland, waarna hij meerdere maanden uit de roulatie was. Later verloor hij zijn positie als eerste doelman en concurreerde hij met Jürgen Macho en Helge Payer voor een plaats in het elftal.

## Erelijst
| Kampioen Premier League | 1x | 1997/98    |
| FA Cup                  | 1x | 1997/98    |
| FA Community Shield     | 2x | 1998, 1999 |